# Casa de la Vila (Sant Pere de Ribes)
La Casa de la Vila del municipi de Sant Pere de Ribes (Garraf) és un edifici inclòs en l'Inventari del Patrimoni Arquitectònic de Catalunya.

## Descripció
És un edifici entre mitgeres format per planta baixa i dos pisos. L'estructura de la façana presenta dos cossos, un més ample de composició simètrica, i un altre a la dreta més estret, amb la torre del rellotge i campanar superior.
A la planta baixa totes les obertures són senzilles, amb arc escarser. Al primer pis, hi ha al cos principal un balcó central sostingut per cartel·les, amb obertures allindanades resseguides per motllures i decoració escultòrica de coronament, a més d'una barana de pedra. A ambdós costats, hi ha obertures que segueixen el mateix criteri estètic. Les del cos dret són també similars, i a la part superior apareix la data del 1893. Totes les obertures del segon pis són allindanades.
Aquesta part de la façana així com el coronament, té molts elements ornamentals, principalment d'inspiració clàssica.

## Història
En origen, l'edifici de l'actual Casa de la Vila era un hospital de caritat, construit els darrers anys del segle xviii. A mitja segle xix, s'hi va instal·lar l'Ajuntament i posteriorment les escoles. L'any 1885 la manca d'espai va obligar a plantejar l'ampliació de l'edifici o la construcció d'un de nou.
El 12 de juliol de 1890, en sessió extraordinària de l'Ajuntament, es va encarregar a l'arquitecte B. Pollés i Vivó que estudiés si l'edifici existent reunia les condicions suficients. L'informe favorable de B. Pollés va dur a l'acord, adoptat en la sessió del 17 de juliol de 1890, per procedir a una restauració immediata, sota la direcció d'aquest arquitecte.
La necessitat d'encabir tots els serveis, va significar una transformació radical de l'edifici original. Les obres van començar el 31 d'octubre de 1891 i la nova Casa de la Vila i les Escoles Públiques, es van inaugurar el 30 de juny de 1893.